# Lista de concertos de K-pop realizados fora da Ásia

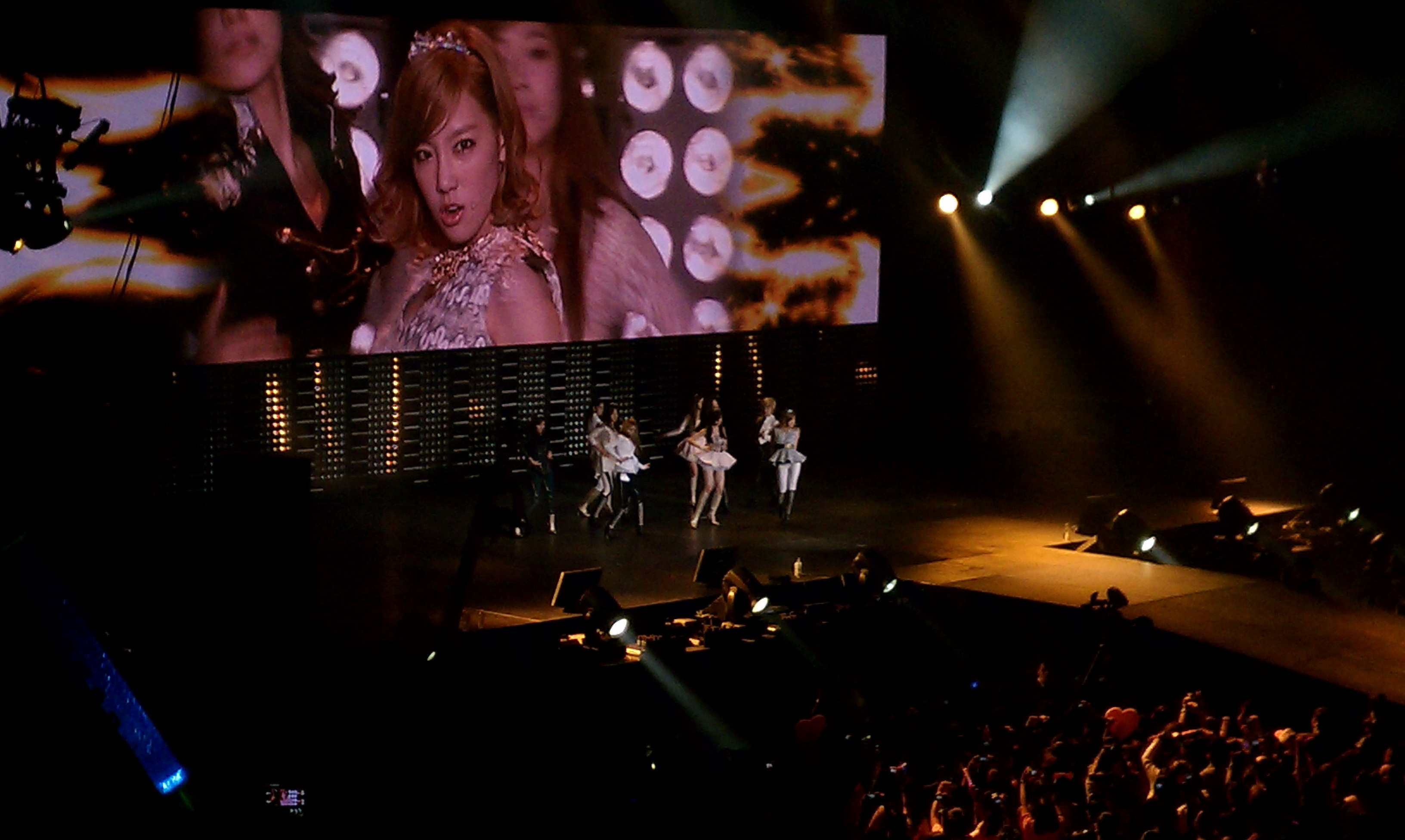
Girls' Generation apresentando-se em Nova Iorque em 2011, na turnê SMTown Live '10 World Tour.

Esta é uma lista do concertos notáveis de K-pop realizados fora da Ásia. Em 2011, a SM Town realizou seu primeiro concerto fora do continente asiático com sua SMTown Live '10 World Tour, em Los Angeles. Desde então, outras gravadoras da Coreia do Sul também começaram a promover turnês em todo o mundo.

## 2003-2010
| Ano             | Gravadora           | Turnê                             | Artista(s) | País(es)               |
| --------------- | ------------------- | --------------------------------- | ---------- | ---------------------- |
| 2003            | Diversas            | Korean Peace Festival             | Diversos   | Estados Unidos         |
| 2003-atualmente | Diversas            | Korean Music Festival             | Diversos   | Estados Unidos         |
| 2006-2007       | JYP Entertainment   | Rain's Coming World Tour          | Rain       | Estados Unidos         |
| 2010            | C-JeS Entertainment | The Beginning Showcase World Tour | JYJ        | Estados Unidos         |
| 2010-11         | SM Entertainment    | SMTown Live '10 World Tour        | Diversos   | Estados Unidos, França |

## 2011
| Ano       | Gravadora           | Turnê                  | Artista(s) | País(es)                                               |
| --------- | ------------------- | ---------------------- | ---------- | ------------------------------------------------------ |
| 2011      | Cube Entertainment  | United Cube Concert    | Diversos   | Reino Unido, Brasil                                    |
| 2011      | Cube Entertainment  | Beautiful Show         | Diversos   | Alemanha                                               |
| 2011      | SM Entertainment    | Solo Concert           | SHINee     | Reino Unido                                            |
| 2011-2012 | C-JeS Entertainment | JYJ World Tour Concert | JYJ        | Canadá, Estados Unidos, Espanha, Alemanha, Chile, Peru |

## 2012
| Ano  | Gravadora           | Turnê                                   | Artista(s)   | País(es)                                        |
| ---- | ------------------- | --------------------------------------- | ------------ | ----------------------------------------------- |
| 2012 | Diversas            | Music Bank World Tour                   | Diversos     | França, Chile                                   |
| 2012 | SM Entertainment    | SMTown Live World Tour III              | Diversos     | Estados Unidos                                  |
| 2012 | SM Entertainment    | Super Junior World Tour, "Super Show 4" | Super Junior | França                                          |
| 2012 | YG Entertainment    | BIGBANG Alive Tour                      | BIGBANG      | Estados Unidos, Peru, Reino Unido               |
| 2012 | YG Entertainment    | New Evolution Global Tour               | 2NE1         | Estados Unidos                                  |
| 2012 | C-JeS Entertainment | XIA 1st World Tour Concert              | Xiah Junsu   | Estados Unidos, México, Brasil, Chile, Alemanha |

## 2013
| Ano  | Gravadora        | Turnê                                             | Artista(s)        | País(es)                               |
| ---- | ---------------- | ------------------------------------------------- | ----------------- | -------------------------------------- |
| 2013 | T.O.P. Media     | SHOW! Live tour in Europe 2013                    | Teen Top          | Alemanha, Reino Unido, França, Espanha |
| 2013 | SM Entertainment | Super Junior World Tour, "Super Show 5"           | Super Junior      | Brasil, Argentina, Chile, Peru, TBA    |
| 2013 | SM Entertainment | TVXQ! World Tour Catch Me                         | TVXQ              | TBA                                    |
| 2013 | SM Entertainment | 2013 Girls' Generation World Tour - Girls & Peace | Girls' Generation | TBA                                    |
| 2013 | YG Entertainment | 1st World Tour                                    | G-Dragon          | TBA                                    |

## 2020
| Ano  | Gravadora         | Turnê                             | Artista(s) | País(es) |
| ---- | ----------------- | --------------------------------- | ---------- | -------- |
| 2020 | JYP Entertainment | Day6 world tour gravity in Lisbon | Day6       | Portugal |